# Riala landskommun
Riala kommun var en kommun i Stockholms län.

## Administrativ historik
Riala blev egen kommun i Riala socken i Åkers skeppslag, Uppland efter 1862 års kommunalförordningar. Kommunen gick upp i Roslags-Länna landskommun vid kommunreformen 1952 som 1971 uppgick i Norrtälje kommun.

## Politik

### Mandatfördelning i Riala landskommun 1942-1946
| 5 | 10 |

| 14 |

| 5 | 10 |

| 15 |